# Providence (álbum)
Providence es el primer álbum de estudio de la banda de rock colombiana V for Volume. La producción estuvo a cargo de Mateo Camargo (guitarrista de Madina Lake y hermano de María José Carmargo, vocalista de la agrupación). Al igual que en su anterior EP Party's Over, todas las canciones fueron compuestas en inglés. 

## Historia
Desde que la banda se formará en 2008, comenzaron con el proceso de composición de un eventual primer álbum junto con la ayuda de la producción de Mateo Camargo, proceso que duraría alrededor de un año y medio. El resultado fueron 55 canciones, que se redujeron a las 11 que fueron publicadas en el álbum. La agrupación subió sus primeros temas a su MySpace, que resultaron ser las versiones demos de "Bruce Lee" y "A Slepless Midnight Punkromance". Este último fue lanzado junto con "Cheap Universe" como sencillos radiales durante 2009 y que comenzaron a ser rotados por votación popular en emisoras como Radiónica y Radioacktiva. Ambos sencillos fueron incluidos en el EP Paty's Over.

## Lanzamiento
El álbum fue lanzado y presentado a los medios colombianos el 24 de marzo de 2010 en un concierto en el Hard Rock Cafe de Bogotá junto con el vídeo de "Cheap Universe", el primer sencillo del álbum. El disco iba a ser lanzado de manera oficial para su venta el 22 de mayo de 2010. Sin embargo dicho evento fue cancelado, según sus integrantes por "problemas complejos". El evento fue aplazado y realizado el 16 de junio de 2010 con un número limitado de asistentes que debieron registrarse en el sitio web de la banda para así poder asistir. Ya han confirmado el lanzamiento de su segundo sencillo "Loving Car Crashes", el que no contó con vídeo musical. El tercer sencillo del álbum es "Bruce Lee", del cual ya confirmaron que contara con un videoclip.

## Lista de canciones
1. "Cheap Universe" (3:15)
2. "Loving Car Crashes" (3:07)
3. "Drop Dead Gorgeus" (2:57)
4. "Bruce Lee" (3:35)
5. "Someone Will Pay" (3:06)
6. "Blood is an Expense" (3:02)
7. "A Sleepless Midnight Punkromance" (2:59)
8. "Girl With a Gun" (3:17)
9. "Handbook" (3:06)
10. "Casualties From Heaven" (2:54)
11. "Borrowed" (3:17)
12. "Cheap Universe" (acoustic) (2:52)

## Otras apariciones
Las canciones de Providence fueron utilizadas para promocionar la teleserie Niñas Mal de MTV, en donde dichos temas aparecieron en comerciales así como en varios capítulos